# Enchomyia penai
Enchomyia penai är en tvåvingeart som beskrevs av Cortes 1971. Enchomyia penai ingår i släktet Enchomyia och familjen parasitflugor. Inga underarter finns listade i Catalogue of Life.